# 黑龍江副都統

黑龙江副都统辖区在黑龙江将军辖区的位置（1820年）

黑龙江副都统，又称瑷珲副都统，是清朝政府在瑷珲（今黑龙江省黑河市）设立的正二品副都统官职。

## 历史
康熙二十一年（1682年），为征罗刹，于黑龙江边植木为城。康熙二十二年（1683年），移宁古塔副都统萨布素驻防于黑龙江左岸的“旧瑷珲城”，升为驻守黑龙江等处将军。增设副都统二员（左翼、右翼副都统），佐领、骁骑校各二十四员，防御八员，满洲兵一千名，索伦达斡尔兵五百名驻防。
康熙二十三年（1684年），筑瑷珲城。次年黑龙江将军、副都统移驻新筑的黑龙江城（新瑷珲城，今爱辉镇）。康熙二十九年，黑龙江将军与黑龙江右翼副都统移驻墨尔根城。 
宣统元年（1909年）裁撤，改设瑷珲兵备道。